# Ajam Tjemani
Ajam Tjemani (Maleis: Ayam Cemani) of Ajam Kedoe tjemani (Maleis: Ayam kedu cemani) is een kippenras uit Indonesië. Het wordt gekenmerkt door een genetisch bepaalde hyperpigmentatie (fibromelanose), die voor een zwarte kleuring van het gehele dier zorgt, de ingewanden inbegrepen.

## Naamgeving
De naam "Tjemanihoen" zou afgeleid zijn van het dorp Tjemani, een stadsdeel van Sokoharjo in Midden-Java. Kedoe is de voormalige residentie, waarvan Sokoharjo deel uitmaakte. Volgens een andere verklaring stamt 'tjemani' uit het Sanskriet en betekent "zwart", evenals in Javaanse dialecten. De gebruikelijke Maleise naam "Ayam Kedu cemani" betekent dus "zwarte Kedoe-hoen".

## Oorsprong
Fibromelanotische hoenders komen in heel Zuid-Oost-Azië en ook in Indonesië (Java, Madoera en Sumatra) voor. Dit ras is bekend op Java en schijnt reeds in koloniale tijden rond 1920 beschreven te zijn. Volgens de lokale bevolking zouden de dieren oorspronkelijk uit Sumatra stammen. In de jaren 60 werd het ras in Indonesië steeds bekender, toen fibromelanotische hoenders gebruikt werden als offer bij de pannenbierceremonie. Vanaf deze tijd begonnen enkele fokkers de compleet zwarte dieren doelgericht verder te fokken.
In 1998 voerde de Nederlands fokker Jan Steverink voor het eerst dieren naar Nederland in. Vanuit deze fok werden de hoenders naar Duitsland, Tsjechië, Slowakije en de Verenigde Staten geëxporteerd en daar verder gefokt. In Amerika ontstond een regelrechte rage, met prijzen van meer dan $2.500 per dier.

## Kenmerken
De zwarte kleur, door een extreme ophoping van melanine veroorzaakt, betreft de veren, snavel, tong, kam, oorlellen en oorschijven, spierweefsel, botten en organen. De hanen wegen 1,8-2,5 kg en de hennen 1,5-2,0 kg. De eieren zijn crème kleurig en wegen gemiddeld 45 g. Het is een ras met een geringe jaarlijkse eierproductie.
In Nederland is een "blauwe" variant gefokt, waarbij de veren overigens niet blauw, maar vaalbruin zijn.